# Lista de compositores de estudos
Um estudo é uma composição musical   para exercitar uma habilidade técnica específica na execução de um instrumento solo.

## Lista de compositores de estudos

### Para piano

#### Nascidos antes de 1700
- Girolamo Diruta (c. 1554–1610)

#### Nascidos entre 1700 e 1799
- Johann Baptist Cramer (1771–1858)
- John Field (1782–1837)
- Carl Czerny (1791–1857)
- Ignaz Moscheles (1794–1870): escreveu 12 estudos de caráter (Op. 95), três estudos de concerto (Op. 51)
- Henri Bertini (1798–1876): escreveu 24 estudos (Op. 29)

#### Nascidos entre 1800 e 1850
- Felix Mendelssohn (1809–1847)
- Robert Schumann (1810–1856): compôs os Estudos Sinfônicos; os Estudos (Op.3) e também os estudos sobre Paganini (Op.10).
- Frédéric Chopin (1810–1849): escreveu 24 etudos em dois conjuntos de 12 estudos cada (Op. 10 e 25), mais três extras, fazendo um total de 27. Estes estudos são considerados umas das peças mais difíceis compostas para o instrumento e requerem um grande habilidade do pianista.
- Franz Liszt (1811–1886): compôs o conjunto de doze Estudos Transcendentais, e as suas duas versões anteriores, o Estudo em doze exercícios e os Douze Grandes Études; seis estudos, também em um conjunto anterior, sobre temas de Niccolò Paganini (entre eles os famoso La Campanella); e seis estudos de concerto. Ao contrário dos estudos de Chopin, que tendem a enfatizar um aspecto específico de execução, os estudos de Liszt abrangem o domínio da execução como um todo.
- Charles-Valentin Alkan (1813–1888): escreveu Trois Etudes de bravoure (Op. 16); estudos em todas as doze tonalidades maiores (Op. 35) e em todas doze tonalidades menores (Op. 39); e também três Grande Études (Op. 76).
- Adolf von Henselt (1814–1889): compôs 24 estudos, Op. 2 e 5.
- Clara Schumann (1819–1896)
- Bedřich Smetana (1824–1884): escreveu um estudo de concerto, Am Seegestade - Eine Erinnerung
- Julius Schulhoff (1825–1898)
- Louis Moreau Gottschalk (1829–1869): compôs Tremolo e Manchega, dois estudos de concerto.
- Johannes Brahms (1833–1897): inclusive 51 Exercícios para Piano publicado em 1893
- Camille Saint-Saëns (1835–1921): compôs dois conjuntos de seis estudos cada (Op. 52 e 111) e seis estudos para a mão esquerda (Op. 135)
- Agathe Backer Grøndahl (1847–1907): escreveu Estudos de Concerto.

#### Nascidos entre 1850 e 1899
- Moritz Moszkowski (1854–1925): compôs três estudos de concerto (Op. 24), Ecole des doubles notes (Op. 64), 15 Études de Virtuositié (op. 72), 12 estudos para a mão esquerda (op. 92), e 20 estudos técnicos (Op. 91).
- Anatoly Konstantinovich Lyadov (1855–1914)
- Sergei Liapunov (1859–1924): escreveu Duoze études d'exécution transcendante em homenagem a Liszt
- Edward Alexander MacDowell (1860–1908): compôs um estudo de concerto (Op. 36) e 12 estudos (Op. 46)
- Georgy L’vovich Catoire (1861–1926): escreveu um estudo (Op. 8).
- Claude Debussy (1862–1918)
- Emil von Sauer (1862–1942)
- Felix Blumenfeld (1863–1931): compôs 18 estudos.
- Gabriel Pierné (1863–1937): escreveu um estudo de concerto (Op. 13)
- Jean Sibelius (1865–1957)
- Ferruccio Busoni (1866–1924): compôs seis estudos (Op. 16); um Etude en forme de variations (Op. 17); e Seis Estudos Polifônicos.
- Charles Tournemire (1870–1939): escreveu Études de chaque jour (Op. 70)
- Leopold Godowsky (1870–1938): compôs 60 Estudos sobre os estudos de Chopin, dos quais 53 foram publicados; três Estudos de Concerto originais (Op. 11), e o Etude Macabre.
- Alexander Scriabin (1872–1915): escreveu 26 estudos (Op. 2, 8, 42, 49, 56 e 65)
- Sergei Rachmaninoff (1873–1943): compôs dois conjuntos de Etudes-Tableaux (Op. 33 and 39).
- Charles Ives (1874–1954)
- Józef Hofmann (1876–1957)
- Ernő Dohnányi (1877–1960): escreveu seis "Estudos de Concerto" (Op. 28).
- Béla Bartók (1881–1945): compôs três estudos (Op. 18)
- Igor Stravinsky (1882–1971): escreveu quatro estudos (Op. 7)
- Karol Szymanowski (1882–1937): compôs três estudos (Op. 4)
- Alfredo Casella (1883–1947)
- Sergei Prokofiev (1891–1953): escreveu 4 estudos (Op. 2)
- Samuel Feinberg (1890–1962): escreveu uma Suite (Op. 11) Em Forma de Estudo.
- George Gershwin (1898–1937): escreveu 7 Estudos Virtuosos sobre Canções Populares

#### Nascidos após 1900
- Lennox Berkeley (1903–1989)
- Olivier Messiaen (1908–1992)
- John Cage (1912–1992): escreveu Etudes Australes
- Witold Lutosławski (1913–1994): compôs dois estudos (1940-1941)
- George Perle (nascido em 1915) escreveu dois conjuntos de estudos
- György Ligeti (1923-2006): compôs três volumes (1985, 1988–1994 e 1995)
- Robert Starer (1924–2001): compôs O Virtuoso Contemporâneo, um conjunto de 7 estudos
- Einojuhani Rautavaara (nascido em 1928): escreveu seis estudos (Op. 42)
- Pierre Max Dubois (1930–1995)
- Philip Glass (nascido em 1937): escreveu seu primeiro volume de estudos em 1994
- Nikolai Kapustin (nascido em 1937): compôs Oito Estudos (Op. 40) e Cinco Estudos em Intervalos Diferentes (Op. 68)
- Brégent, Michel-Georges  (nascido em 1948): escreveu "16 Portraits, Études Romantiques pour piano"
- Ezequiel Viñao (nascido em 1960): compôs seu primeiro livro de estudos em 1993
- Marc-André Hamelin (nascido em 1961): escreveu 6 (dos 12 planejados) estudos em tonalidades menores; e um "Triple Etude" inspirado em Godowsky
- Daisuke Asakura (nascido em 1967): escreveu sete estudos, um para cada disco de sua série Quantum Mechanics Rainbow

### Para outros instrumentos

#### Em ordem cronológica
- Jean-Louis Duport (1749–1819): para violoncello
- Federigo Fiorillo (1755–1823): para violino
- Rodolphe Kreutzer (1766–1831): para violino
- Matteo Carcassi (1792–1853): para violão
- Theobald Boehm (1794–1881): para flauta transversa
- Franz Wohlfahrt (1833–1884): escreveu 60 Estudos para Violino (Op. 45)
- Joachim Andersen (1847–1909): para flauta transversa
- Francisco Tárrega (1852–1909): para violão
- Julius Klengel (1859–1933): para violoncello
- Heitor Villa-Lobos (1887–1959): para violão
- Andrés Segovia (1893–1987): para violão
- Leo Brouwer (1939–): para violão
- Lillian Fuchs (1903–1991):  para viola
- John Cage (1912–1992): compôs Freeman Etudes - Books I and II para violino
- Angelo Gilardino (nascido em 1941): escreveu cinco volumes de Studi di virtuosità e di trascendenza para violão
- Robert deMaine (nascido em 1969): compôs Études-Caprices para violoncello

#### Por instrumentos

##### Órgão
- Girolamo Diruta (c. 1554-1610)

##### Flauta
- Theobald Boehm (1794-1881)
- Joachim Andersen (1847-1909)

##### Guitarra
- Matteo Carcassi (1792-1853)
- Francisco Tárrega (1852-1909)
- Heitor Villa-Lobos (1887-1959)
- Andrés Segovia (1893-1987)
- Angelo Gilardino (b. 1941)

##### Violino
- Federigo Fiorillo (1755-1823)
- Rodolphe Kreutzer (1766-1831)
- Niccolò Paganini (1782-1840)
- Franz Wohlfahrt (1833-84)
- John Cage (1912-92)

##### Viola
- Lillian Fuchs (1903-91)

##### Violoncelo
- Jean-Louis Duport (1749-1819)
- Justus Johann Friedrich Dotzauer (1783-1860)
- Friedrich Grützmacher (1832-1903)
- David Popper (1843-1919)
- Julius Klengel (1859-1933)
- Robert deMaine (b. 1969)